# メリッサ・ジョーン・ハート
メリッサ・ジョーン・キャサリン・ハート（Melissa Joan Hart、1976年4月18日-）は、アメリカ合衆国の女優、歌手、テレビドラマ監督。『サブリナ』で人気を博した。

## 来歴
メリッサはニューヨーク州スミスタウン生まれ。1991年にシットコム『Clarissa Explains It All』に主演。1995年から放送された『サブリナ』でサブリナ・スペルマンを演じた。他の代表作としては『メル&ジョー 好きなのはあなたでしょ?』（2010年）がある。
2003年に『サブリナ』でゲスト出演したマーク・ウィルカーソンと結婚。
2009年にはアメリカン・ダンシングスター第9シーズンに出場。マーク・バラスと組んだが9位に終わる。
2000年以降は数々のテレビドラマの監督も務める。

## 主な出演作品
- クラリッサ (1991 - 1994)
- サブリナ Sabrina, the Teenage Witch(1996 - 2003)
- ザ・ハリケーン Two Came Back(1997)
- ニコルに夢中（ニコール・マリス）
- フェイク・フィアンセ My Fake Fiance (2009)
- メル&ジョー 好きなのはあなたでしょ? Melissa & Joey (2010 - 2015)
- No Good Nick (2019)

## 主な監督作品
- サブリナ Sabrina, the Teenage Witch (2000-2003)
- メル&ジョー 好きなのはあなたでしょ? Melissa & Joey (2012 - 2015)
- それいけ! ゴールドバーグ家 The Goldbergs (2018-2019)
- ヤング・シェルドン Young Sheldon (2020-2022)